# Christian Fischer (Filmemacher)
Christian Fischer (* Merzhausen) ist ein deutscher Filmemacher und Autor.

## Leben
Christian Fischer ist in Merzhausen geboren und zur Grundschule gegangene und ging dann auf die Lessing-Realschule in Freiburg. Er studierte Film an der New York University. Seine Filme liefen bereits auf zahlreichen internationalen Filmfestivals. Des Weiteren hat er auch Radio-Features für den WDR 5 und den Deutschlandfunk produziert.
Er arbeitet und lebt in Köln.

## Filmografie (Auswahl)
- 2004: The Casualty, Kurzfilm (Regie, Drehbuch und Schnitt)
- 2009: Sender 77, Kurzfilm (Regie, Drehbuch, Produktion, Kamera und Schnitt)
- 2010: Bluff, Kurzfilm (Regie, Drehbuch, Produktion, Kamera und Schnitt)
- 2012: Der Zuschauer, Kurzfilm (Regie, Drehbuch und Schnitt)

## Auszeichnungen
- 2012: Nominierung für den Preis Silver Méliès für Der Zuschauer beim International Fantastic Film Festival im schwedischen Lund